# یوجین اوبراین (هنرپیشه)
اوژن اوبرایان (انگلیسی: Eugene O'Brien؛ ۱۴ نوامبر ۱۸۸۰ – ۲۹ آوریل ۱۹۶۶) یک هنرپیشه اهل ایالات متحده آمریکا بود.